# Prorastòmids
Els prorastòmids (Prorastomidae) són una família de sirenis extints que visqueren durant l'Eocè. Se n'han trobat restes fòssils als Estats Units, Jamaica i el Senegal.